# Шэкнести Джим
Шэкнести Джим (англ. Shacknasty Jim; ок.1851 — 1881) — лидер общины Хот-Крик индейского племени модоков. Командир модоков.
Шэкнести Джим родился примерно в 1851 году. Американцы исказили его имя, прозвав Шэкнести Джим, среди модоков он был известен как Человек-Левша. Принимал активное участие в сражениях Модокской войны, которая происходила на территории современных штатов Орегон и Калифорния с 1872 года по 1873 год. В войне также участвовали его братья — Джек и Фрэнк.
После поражения модоков на Драй-Лейк решил сдаться властям США. Позднее служил скаутом в армии США. По окончании Модокской кампании был отправлен на Индейскую Территорию.
Шэкнести Джим скончался от туберкулёза в 1881 году в резервации Куапо на северо-востоке Индейской Территории.